# Advance (Misuri)
Advance es una ciudad ubicada en el condado de Stoddard en el estado estadounidense de Misuri. En el Censo de 2010 tenía una población de 1347 habitantes y una densidad poblacional de 465,19 personas por km².

## Geografía
Advance se encuentra ubicada en las coordenadas 37°6′14″N 89°54′41″O / 37.10389, -89.91139. Según la Oficina del Censo de los Estados Unidos, Advance tiene una superficie total de 2.9 km², de la cual 2.89 km² corresponden a tierra firme y (0.09%) 0 km² es agua.

## Demografía
Según el censo de 2010, había 1347 personas residiendo en Advance. La densidad de población era de 465,19 hab./km². De los 1347 habitantes, Advance estaba compuesto por el 98.74% blancos, el 0.07% eran afroamericanos, el 0.3% eran amerindios, el 0.15% eran asiáticos, el 0% eran isleños del Pacífico, el 0% eran de otras razas y el 0.74% pertenecían a dos o más razas. Del total de la población el 0.67% eran hispanos o latinos de cualquier raza.